# Regions Morgan Keegan Championships and The Cellular South Cup 2011
Regions Morgan Keegan Championships and The Cellular South Cup 2011 — профессиональный международный теннисный турнир, проводимый как ATP в серии ATP 500, так и WTA в серии Международные турниры WTA. Соревнования проходили с 14 по 20 февраля.
Прошлогодние победители:
- мужчины одиночки —  Сэм Куэрри
- женщины одиночки —  Мария Шарапова
- мужчины пары —  Джон Изнер /  Сэм Куэрри
- женщины пары —  Ваня Кинг /  Михаэлла Крайчек

## Соревнования

### Одиночные турниры

#### Мужчины
Энди Роддик обыграл  Милоша Раонича со счётом 7-6(7), 6-7(11), 7-5
- Энди Роддик выиграл свой первый одиночный турнир на соревнованиях ассоциации в году и 30й в карьере. На этом турнире он победил в 3й раз. До этого он побеждал в 2002 и 2009.
- Милош Раонич во второй раз в году и в карьере вышел в финал одиночного турнира ассоциации.

#### Женщины
Магдалена Рыбарикова на отказе, при счёте 6-2 в свою пользу, обыграла  Ребекку Марино.
- Магдалена Рыбарикова выиграла свой первый одиночный турнир на соревнованиях ассоциации в году и второй в карьере.
- Ребекка Марино в первый раз в карьере вышла в финал одиночного турнира ассоциации.

### Парные турниры

#### Мужчины
Максим Мирный /  Даниэль Нестор обыграли  Эрика Буторака /  Жана-Жюльена Ройера со счётом 6-2, 6-7(6), [10-3]
- Максим Мирный выиграл свой первый парный турнир на соревнованиях ассоциации в году и 38й в карьере.
- Даниэль Нестор выиграл свой первый парный турнир на соревнованиях ассоциации в году и 72й в карьере.

#### Женщины
Ольга Говорцова /  Алла Кудрявцева обыграли  Андреа Главачкову /  Луцию Градецкую со счётом 6-3, 4-6, [10-8]
- Ольга Говорцова выиграла свой первый парный турнир на соревнованиях ассоциации в году и 5й в карьере.
- Алла Кудрявцева выиграла свой первый парный турнир на соревнованиях ассоциации в году и 3й в карьере.